# Paragnetina transversa
Paragnetina transversa är en bäcksländeart som först beskrevs av Wu, C.F. 1962.  Paragnetina transversa ingår i släktet Paragnetina och familjen jättebäcksländor. Inga underarter finns listade i Catalogue of Life.